# Exosphaeroides fluvialis
Exosphaeroides fluvialis is een pissebed uit de familie Sphaeromatidae. De wetenschappelijke naam van de soort is voor het eerst geldig gepubliceerd in 1983 door Holdich & Harrison.